# Inylczek (lodowiec)

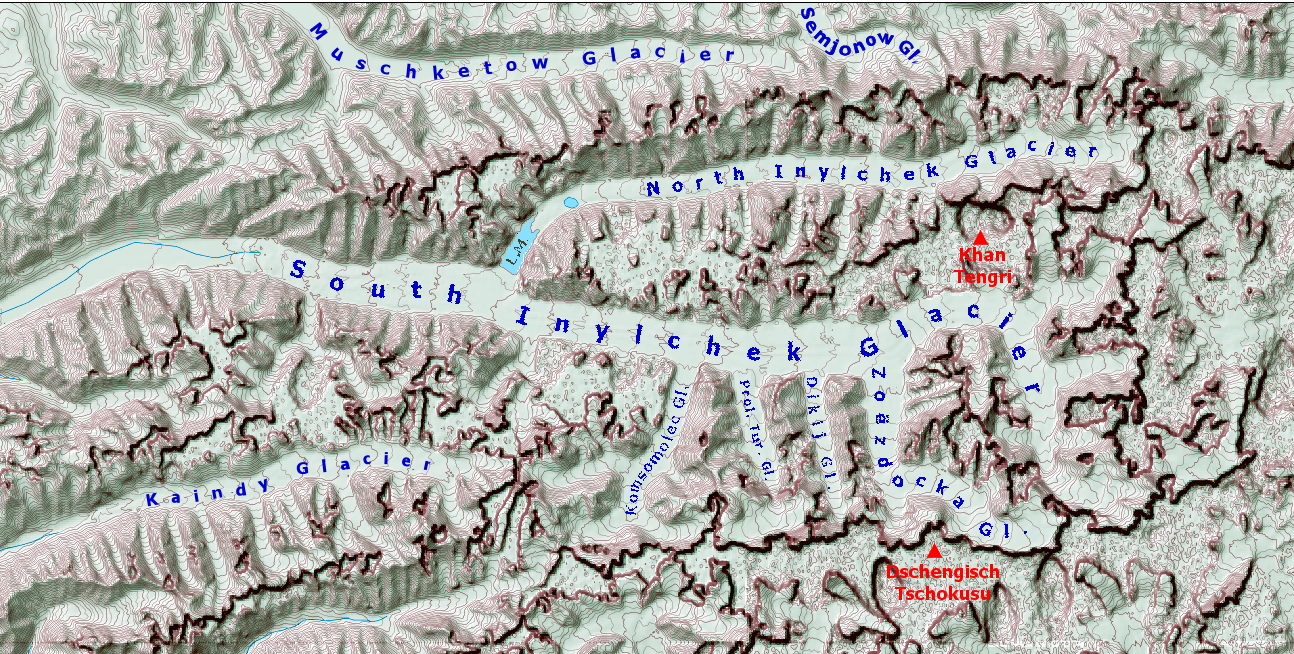
Lodowiec Inylczek

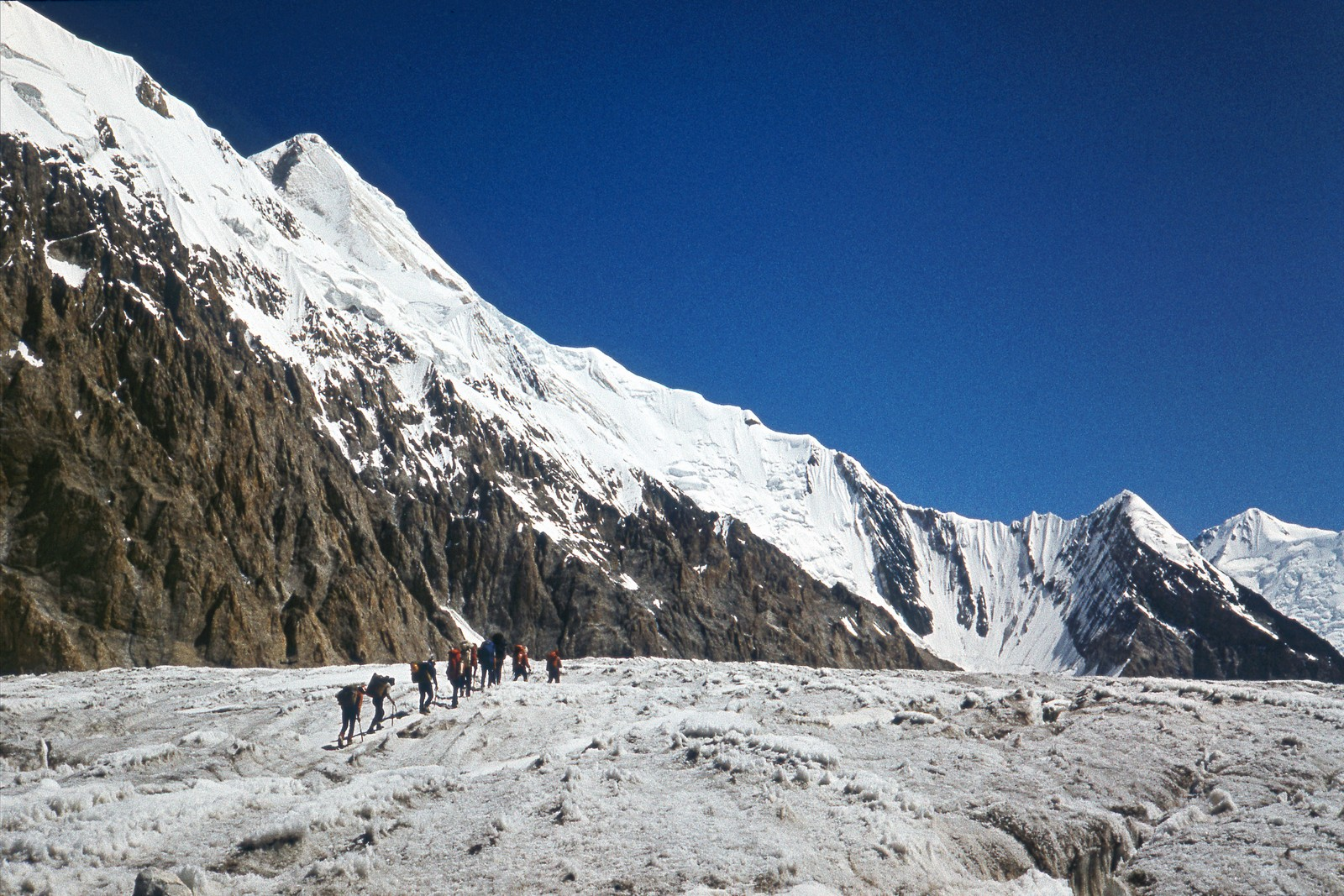
Na lodowcu Inylczek Południowy; w głębi po lewej szczyt Chan Tengri

Inylczek (kaz. Эңилчек, ros. Иныльчек lub Энильчек) – wielki lodowiec w centralnej części pasma Tienszan w Azji. Jest największym i najszybciej poruszającym się lodowcem Kirgistanu. Jeśli nie liczyć obszarów okołobiegunowych – szósty najdłuższy lodowiec na Ziemi.

## Położenie
Składa się z dwóch ramion: południowego (Południowy Inylczek) i północnego (Północny Inylczek), rozdzielonych grzbietem górskim Tengri-Tag, w którym wznosi się drugi co do wysokości szczyt Tienszanu, Chan Tengri (7010 m n.p.m.). Głównym i dłuższym ramieniem lodowca jest Inylczek Południowy. Wypełnia on wielką, biegnącą równoleżnikowo i opadającą w kierunku zachodnim dolinę, której górne partie po stronie wschodniej znajdują się w wielkim „worku”, utworzonym przez najwyższe grzbiety Tienszanu. Od południa jest to wschodni fragment grzbietu Kakszaał too, z jego najwyższym szczytem, Pikiem Pobiedy (7439 m n.p.m.), od wschodu fragment tzw. Grzbietu Południkowego ze szczytem Pik Drużby (ok. 6780 m n.p.m.), natomiast od północy – odgałęziający się od wspomnianego Grzbietu Południkowego w kierunku zachodnim grzbiet Tengri-Tag.
Najwyższa, długa na 16 km, część lodowca Południowy Inylczek od czasu korekty granic między Kirgistanem i Chinami w 2009 r. znajduje się w Chinach. Natomiast najwyżej położona część lodowca Inylczek Północny (ok. 14 km długości) znajduje się w granicach Kazachstanu.

## Charakterystyka
Obydwa lodowce, Inylczek Południowy i Inylczek Północny są klasycznymi lodowcami górskimi. Pola firnowe, dające początek lodowcowi południowemu, dochodzą pod sam Grzbiet Południkowy w rejonie Piku Wojennych Topografów (6873 m n.p.m.) i Piku Drużby, gdzie przekraczają wysokość 6 000 m n.p.m. Dolina w górnych partiach jest niesymetryczna: od strony południowej (orograficznie lewej), spod Piku Pobiedy, schodzą do niej cztery duże doliny boczne, którymi do głównego jęzora spływają cztery duże lodowce boczne (od góry: Zwiezdoczka, Dikij, Proletarskij i Komsomolec), podczas gdy od strony północnej (prawej), gdzie stoki są bardziej strome i mniej głęboko rozczłonkowane, jest ich brak. Natomiast w dolnej części doliny od strony północnej (prawej) do doliny lodowca południowego dochodzi dolina wielkiego lodowca Inylczek Północny, znanego z tego, że tworzy się na nim okresowe Jezioro Merzbachera. Okresowe, gwałtowne wylewy tego jeziora prowadzą do znacznych zmian w dolnej części lodowca Inylczek Południowy.
Lodowiec Inylczek Północny spływa również w kierunku zachodnim, doliną opartą na wschodzie o Grzbiet Południkowy, ograniczoną od południa grzbietem Tengri-Tag, a od północy grzbietem długiego pasma górskiego Sarydżaz. Pola firnowe będące źródłem tego lodowca sięgają wysokości ponad 5000 m n.p.m. Dolina lodowca północnego również jest niesymetryczna: od południa schodzi do niej kilkanaście dolinek bocznych z lodowcami długości do 3-4 km, natomiast od strony północnej (prawej) porównywalna liczba znacznie krótszych i bardziej stromych dolinek, zakończonych u góry niszami, wypełnionymi zwykle mniejszymi lodowcami wiszącymi.
Długość lodowca południowego wynosi ok. 60 km, a jego szerokość poniżej ujścia Północnego Inylczyka sięga 2,5 km. Grubość jęzora lodowego w dolnych partiach lodowca wynosi około 150–200 m. Długość lodowca Inylczek Północny wynosi ok. 35 km, a szerokość od ok. 1,5 km w górnych partiach do niespełna 1 km u dołu.
Woda z topnienia lodowca zasila rzekę Inylczek, dopływ rzeki Sarydżaz (znanej w Chinach jako Aksu), która przekracza chińską granicę spływając do Kotliny Tarymskiej.